# Valentin Năstase
Valentin Vasile Năstase (Călineşti, 4 ottobre 1974) è un ex calciatore rumeno.

## Carriera
Ha militato nelle file di Gloria Bistrita, Arges Pitesti e Dinamo Bucarest, per poi approndare in Italia nel gennaio 2002 in Serie B, al Genoa.
In seguito ha giocato con Palermo (Serie B dal 2002 al 2004, ottenendo una promozione in Serie A), Bologna (Serie A e Serie B dal 2004 al 2006) e Ascoli.
In Italia ha esordito in Serie B il 10 febbraio 2002 a Genova nella partita Genoa-Siena (1-1), mentre ha esordito in Serie A il 19 settembre 2004 in Bologna-Milan (0-2).
Successivamente è tornato in patria per giocare nelle file della Dinamo Bucarest. Ha poi militato nell'Eintracht Braunschweig, squadra di terza divisione tedesca nella stagione 2008-2009.
Al termine dell'esperienza in Germania è ritornato in patria nel Gloria Bistrita, dove ha concluso la sua carriera nel 2013.

## Statistiche

### Cronologia presenze e reti in Nazionale
| Cronologia completa delle presenze e delle reti in nazionale ― Romania | Cronologia completa delle presenze e delle reti in nazionale ― Romania | Cronologia completa delle presenze e delle reti in nazionale ― Romania | Cronologia completa delle presenze e delle reti in nazionale ― Romania | Cronologia completa delle presenze e delle reti in nazionale ― Romania | Cronologia completa delle presenze e delle reti in nazionale ― Romania | Cronologia completa delle presenze e delle reti in nazionale ― Romania | Cronologia completa delle presenze e delle reti in nazionale ― Romania |
| Data                                                                   | Città                                                                  | In casa                                                                | Risultato                                                              | Ospiti                                                                 | Competizione                                                           | Reti                                                                   | Note                                                                   |
| ---------------------------------------------------------------------- | ---------------------------------------------------------------------- | ---------------------------------------------------------------------- | ---------------------------------------------------------------------- | ---------------------------------------------------------------------- | ---------------------------------------------------------------------- | ---------------------------------------------------------------------- | ---------------------------------------------------------------------- |
| 18-4-1999                                                              | Bucarest                                                               | Romania                                                                | 1 – 0                                                                  | Belgio                                                                 | Amichevole                                                             | -                                                                      |                                                                        |
| 6-2-2000                                                               | Nicosia                                                                | Cipro                                                                  | 3 – 2 dts                                                              | Romania                                                                | Torneo di Cipro 2000 - Finale                                          | -                                                                      | 85’                                                                    |
| 29-3-2000                                                              | Marousi                                                                | Grecia                                                                 | 2 – 0                                                                  | Romania                                                                | Amichevole                                                             | -                                                                      |                                                                        |
| 9-2-2005                                                               | Larnaca                                                                | Romania                                                                | 2 – 2                                                                  | Slovacchia                                                             | Amichevole                                                             | -                                                                      |                                                                        |
| Totale                                                                 |                                                                        | Presenze                                                               | 4                                                                      |                                                                        | Reti                                                                   | 0                                                                      |                                                                        |

## Palmarès

### Club

#### Competizioni nazionali
- Campionato rumeno: 1

Dinamo Bucarest: 1999-2000
- Coppa di Romania: 3

Gloria Bistrița: 1993-1994
Dinamo Bucarest: 1999-2000, 2000-2001
- Campionato italiano di Serie B: 1

Palermo: 2003-2004